# Comtat de Reims
El comtat de Reims fou una jurisdicció feudal del Regne de França, constatada sota els carolingis, centrada a Reims. Vers el 816 era comte Eberard, fill de Bigó de Tolosa i germà de Leutgard comte de París. Al segle següent apareix com a comte i arquebisbe Hug de Reims, fill d'Heribert II de Vermandois, nomenat vers el 925 amb només cinc anys, però quan tenia uns 11 anys el rei Raül de França el va deposar i el substituir per Artald germà de Dodó d'Omont, emparentat als comtes de Rethel (Omont i Rethel) i de Porcien. El 940 el comte de Vermandois, aliat a Otó I del Sacre Imperi Romanogermànic i a Hug el Gran (robertí), va expulsar a Artald i va reinstal·lar a Hug que rondava la vintena d'anys. El 946 Hug fou finalment deposat per Lluís IV de França (va morir el 962) i Artald reinstaurat. Fou aquest bisbe el que va confiar el poder comtal a Renald de Roucy. A la mort d'Arnald el 961 Hug es va presentar altre com a candidat però fou descartat en favor d'Olderic i Renald va conservar el comtat que va traspassar al seu fill Gislebert de Roucy. Eudes I de Blois, Chartres i Châteaudun va ocupar Provins i Reims i es va proclamar comte però Gislebert va conservar Reims amb el més modest títol de vescomte. Eudes I va morir el 996 i el va succeir el seu fill Tibald o Teobald II fins al 1004; va seguir Eudes II que per matrimoni va adquirir el comtat de Meaux; el 1033 l'arquebisbe de Reims, Ebles I de Roucy, de la casa vescomtal, assolia definitivament les funcions comtals.